# Kuaiwa
Kuʻaiwa [Kuaiva] bio je poglavica otoka Hawaiʻija.
Kuʻaiwa je bio sin kralja Kalaunuiohue i poglavarice Kaheke te je bio mirne naravi. Imao je dvije supruge, koje su se zvale Kumuleilani i Kamanawa ("doba"). Prva je rodila nekoliko djece: Kahoukapua, Hukulani i Manaueu. Kamanawa je Kuaiwi rodila sina ʻEhua, od kojeg je potekao jedan ogranak obitelji poglavica.
Nakon što je Kuaiwa umro 1375. godine, Kahoukapu ga je naslijedio.